# Квитка-Основьяненко, Григорий Фёдорович
Григо́рий Фёдорович Кви́тка (псевдоним — Основья́ненко, укр. Григо́рій Фе́дорович Кві́тка-Основ'я́ненко; 18 (29) ноября 1778 — 8 (20) августа 1843) — украинский и русский писатель, драматург и журналист из рода Квиток.

## Биография
Родился в селе Основа под Харьковом (ныне в черте города), и почти всю свою жизнь провёл в Харькове. Старший брат — Андрей. Дядя — И. И. Квитка. Двоюродная сестра — поэтесса Л. Я. Кричевская.
Образование получил домашнее, довольно скудное. Недолго числился на военной службе, в 1793 году был вахмистром, в 1796 году получил чин ротмистра. Очень религиозно настроенный, он поступил на 23-м году в Куряжский монастырь и пробыл здесь около четырёх лет; по оставлении монастыря вёл полумонашескую жизнь, пока не увлёкся общественной деятельностью и театром.
Открытие Харьковского университета в 1805 году внесло большое оживление в жизнь местного общества. В 1812 году возник в Харькове постоянный театр, и Квитка принял в нём самое широкое и разностороннее участие в качестве актёра, драматурга и потом историка этого театра. В том же году по инициативе Квитки возникло благотворительное общество; самым крупным его делом было учреждение всесословного женского учебного заведения, вскоре преобразованного в Институт благородных девиц. Квитка жертвовал на это дело свой труд и денежные средства. В 1817 году был избран предводителем дворянства Харьковского уезда.
С 1816 по 1819 год в Харькове выходил «Украинский вестник» — первый харьковский журнал, под редакцией Квитки, Филомафитского и Гонорского. Тогда же Квитка помещает в «Украинском вестнике» и в «Вестнике Европы» небольшие рассказы и стихи; но всё написанное им в это время слабо и впоследствии не переиздавалось.
В 1827 году написал на русском языке свою первую комедию «Приезжий из столицы, или Суматоха в уездном городе», ставшую одним из предшественников гоголевского «Ревизора». Цензурное разрешение на её публикацию было получено в 1828 году, после чего рукопись была послана в Петербург и «ходила там по рукам», по словам Г. П. Данилевского. В 1836 году после премьеры пьесы Н. В. Гоголя директор московских театров М. Н. Загоскин не принял комедию Квитки к постановке на сцене, объяснив отказ тем, что публика не примет комедию, «которая во многом имеет большое сходство с пьесою, столько уже разыгранною на петербургской и московской сцене». Комедия Квитки была напечатана без ведома автора в 1840 году в ежемесячном театральном журнале «Пантеон русского и всех европейских театров».
На русском языке написал циклы пьес «Дворянские выборы» и «Шельменко». Кроме того, он написал ряд повестей и исторических рассказов на русском языке, из которых наиболее крупный — историко-бытовой роман «Пан Халявский». Напечатанная в 1840 году комедия «Шельменко — денщик» представляет собою переделку его повести «Украинские дипломаты».

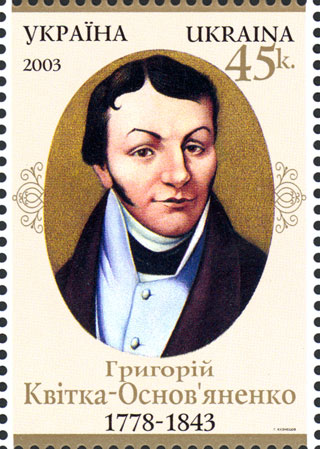
Почтовая марка Украины

Несомненное литературное дарование Квитка-Основьяненко проявил в начале 1830-х годов в повестях на украинском языке: «Конотопской ведьме», «Марусе», «Солдатском патрете», «Сердешной Оксане», «Мертвецкой Пасхе», «Вот тебе и скарб», «Козырь-девке», «Хорошо делай — хорошо и будет» и затем в водевиле «Сватанье на Гончаровке», доныне одной из самых репертуарных пьес украинской сцены. По мотивам водевиля «Бой-баба» (1840) в 1998 году был создан первый национальный украинский мюзикл «Феминизм по-украински» (автор музыки и либретто — Алексей Коломийцев).
Квитка обнаружил большое знание быта, нравов, обычаев, поверий — вообще близкое знакомство со всем строем дворянской и крестьянской жизни. Украинские повести его написаны превосходным языком, чистым, простым и ясным, и проникнуты гуманным отношением к крестьянам. Квитка имел благотворное влияние на читателей в смысле развития в них гуманного чувства. Литературная деятельность Квитки развивалась в значительной степени под влиянием его умной жены, Анны Григорьевны, из классных дам Института благородных девиц. В конце жизни Квитку очень огорчили порицательные отзывы петербургской критики о его русских повестях, сравнительно с украинскими довольно слабых.
В 1840 году Квитка был избран председателем Харьковской палаты уголовного суда.

## Исторические сочинения
Из исторических сочинений представляют интерес «Историко-статистический очерк Слобожанщины» (1838), «О слободских полках», «Украинцы» (1841) и «История театра в Харькове» (1841).
В 1830-х годах Квитка сочинил фантастическую лирическую историю об основании города Харькова в середине XVII века своим предком Андреем Квиткой. Данный рассказ, опубликованный в его собрании сочинений, не подкреплён ни одним источником и никогда не рассматривался всерьёз ни одним историком.

## Наследие

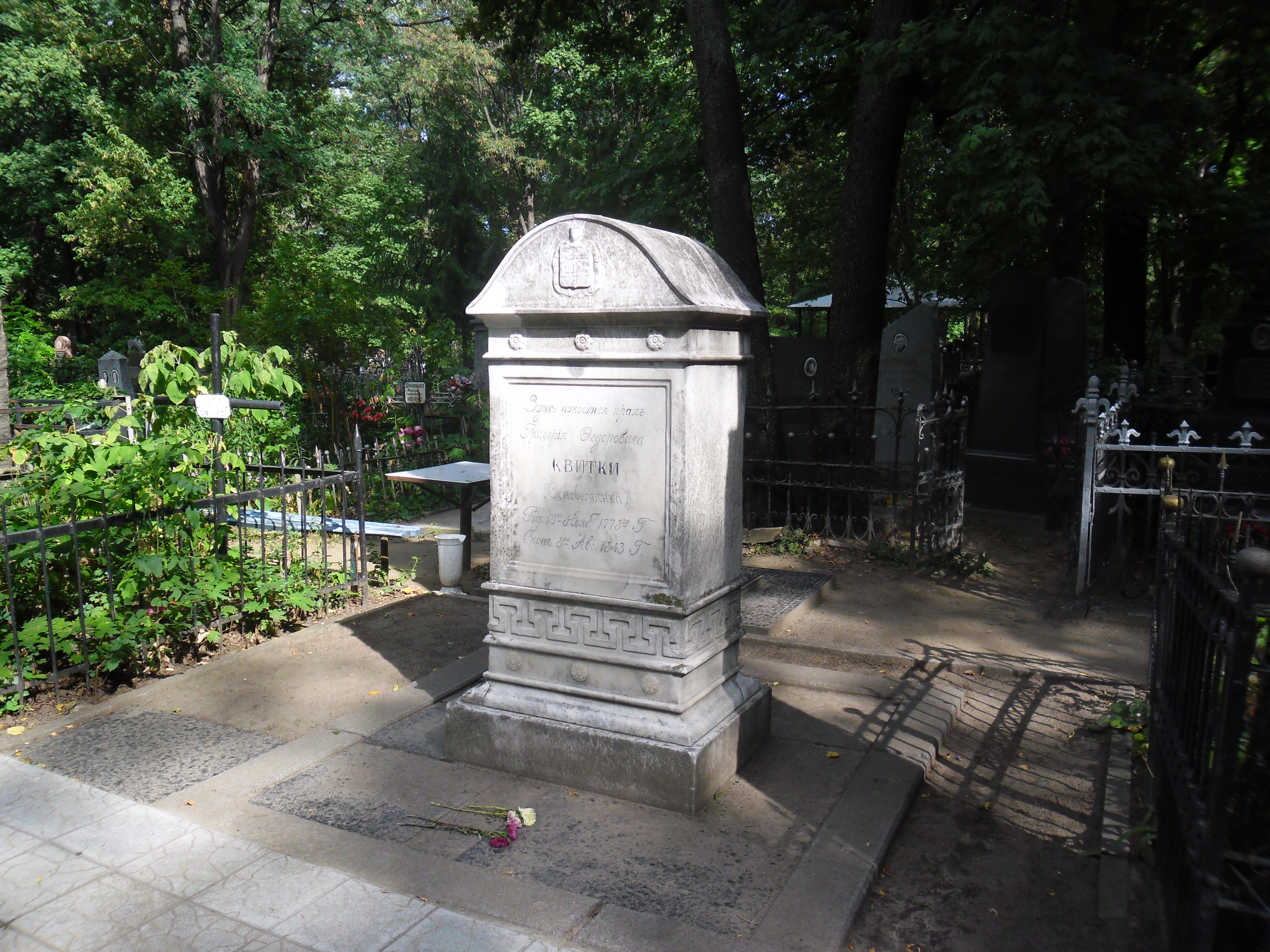
Памятник на могиле

О Квитке-Основьяненко существует довольно обширная литература; она указана кратко в «Справочном словаре» Геннади (II, 125—126) и в «Российской библиографии» (1881, кн. I), гораздо подробнее в «Покажчике» г-на Комарова, в 1 т. сборника «Рада» (417—421). После издания этих указателей о Квитке напечатано ещё много крупных статей, основные из них:
- Петров Н. И. Очерки истории украинской литературы ХІХ столетия. — Киев: в Тип. И. и А. Давиденко, 1884. — IV, 457, ХV c. — С. 87 — 108
- Н. П. Дашкевич — академическая рецензия на предыдущее сочинение,
- Е. М. Огоновский («История русской литературы», III),
- Сумцов Н. Ф. Г. Ф. Квитка, как этнограф: по поводу пятидесятилетия со дня кончины его. — Киев: Тип. Г. Т. Корчак-Новицкого, 1893. — 25, [2] с.
- Багалей Д. И. «Квитка как историк» (там же),
- Науменко В. П. «Обзор критик на сочинения Квитки» (там же). «Письма» Квитки, изданные в «Русской старине» (1893) и «Киевской старине» (1893, XI—XII).

Из старых биографий наиболее подробная и ценная — Г. П. Данилевского (в «Украинской старине»).
Собрание сочинений Квитки-Основьяненко издано в 1887 году в Харькове; драматические произведения в состав его не вошли.

## Экранизации

Памятник в Харькове

- «Шельменко—денщик» (1957, киностудия им. Александра Довженко, режиссёр: Виктор Иванов)
- «Сватовство на Гончаровке» (1958, киностудия им. Александра Довженко, режиссёр: Игорь Земгано)[10]
- «Шельменко—денщик» (1971, Ленфильм, режиссёр: Андрей Тутышкин)
- «Ведьма» (1990, киностудия им. Александра Довженко, режиссёр: Галина Шигаева).

## Память
- Именем писателя в 1978 году названа улица возле исторического здания Харьковского университета (бывший Уфимский переулок). Там же в середине 1990-х годов установлен его бюст.
- В Харькове сразу за Основянским мостом по ул. Москалёвской находится небольшой парк имени Квитки-Основьяненко. Это остатки парка, принадлежавшего Квиткам поместья Основа.
- В Киеве есть улица и переулок[укр.] Квитки-Основьяненко.
- В 1978 году издан художественный маркированный конверт, посвящённый писателю.
- В 2003 году была выпущена почтовая марка Украины, посвящённая Квитке-Основьяненко.
- В 2008 году выпущена юбилейная монета достоинством 2 гривны, посвящённая 230-летию со дня рождения писателя[11].

## Сочинения
- Драматические сочинения Григория Квитки (Основьяненка): В 2 т. Т. 1-2. — Санкт-Петербург: А. С. Великанов, 1862. — 2 т.: т. 1 (Шельменко, волостной писарь; Шельменко-денщик; Сватания на Ганчарiвцi; Щира любов). — [2], II, 337 с.; т. 2: (Дворянские выборы; Дворянские выборы, часть вторая, или Выбор исправника; Мертвец-шалун; Приезжий из столицы). — [4], 384 с.
- Делай хорошо и будет хорошо: Повесть Г. Квитки, (Грицко Основьяненко), пер. с малорос. — Санкт-Петербург: тип. Дома призрения малолет. бедных, 1867. — 71 с.
- Сочинения Федора Григоровича Квитки. Повести и рассказы Грыцька Основьяненка. Статьи исторические, т. III / Под ред. А. А. Потебни. Харьков, 1889
- Драматические сочинения Григория Квитки (Основьяненка). — Киев; Харьков: Ф. А. Иогансон, 1893. — 247 с.
- Маруся: повесть / Г. Ф. Квитко-Основьяненко. — Санкт-Петербург: Изд. А. С. Суворина, Ценз. 1894. — 134 с. — (Дешевая библиотека; № 308)
- Шельменко-денщик: Комедия в 5 д. / Соч. Основьяненка. — Харьков: А. Нестеров, 1840. — 179 с.
- Дворянские выборы: Комедия в 3 д. — Москва: тип. П. Кузнецова, 1829. — [4], II, 197 с.
- Турецкая шаль, или Так водится: Комедия в 3 д. — Москва: тип. П. Кузнецова, 1829. — [4], 128 с.